# Шербурн (селище, Нью-Йорк)
Шербурн (англ. Sherburne) — селище (англ. village) в США, в окрузі Ченанго штату Нью-Йорк. Населення — 1360 осіб (2020).

## Географія
Шербурн розташований за координатами 42°40′50″ пн. ш. 75°29′47″ зх. д. / 42.68056° пн. ш. 75.49639° зх. д. (42.680648, -75.496499).  За даними Бюро перепису населення США в 2010 році селище мало площу 3,94 км², уся площа — суходіл.

## Демографія
Згідно з переписом 2010 року, у селищі мешкало 1367 осіб у 624 домогосподарствах у складі 340 родин. Густота населення становила 347 осіб/км².  Було 685 помешкань (174/км²).
Расовий склад населення:
| - 97,2 % — білих - 0,8 % — чорних або афроамериканців - 0,5 % — азіатів - 0,3 % — корінних американців |

До двох чи більше рас належало 0,7 %. Частка іспаномовних становила 2,1 % від усіх жителів.
За віковим діапазоном населення розподілялося таким чином: 21,1 % — особи молодші 18 років, 61,3 % — особи у віці 18—64 років, 17,6 % — особи у віці 65 років та старші. Медіана віку мешканця становила 42,3 року. На 100 осіб жіночої статі у селищі припадало 83,7 чоловіків;  на 100 жінок у віці від 18 років та старших — 81,2 чоловіків також старших 18 років.
Середній дохід на одне домашнє господарство  становив 48 848 доларів США (медіана — 35 288), а середній дохід на одну сім'ю — 61 533 долари (медіана — 44 167). Медіана доходів становила 36 667 доларів для чоловіків та 37 778 доларів для жінок. За межею бідності перебувало 22,4 % осіб, у тому числі 38,7 % дітей у віці до 18 років та 27,3 % осіб у віці 65 років та старших.
Цивільне працевлаштоване населення становило 586 осіб. Основні галузі зайнятості: освіта, охорона здоров'я та соціальна допомога — 26,1 %, роздрібна торгівля — 12,8 %, виробництво — 11,4 %, мистецтво, розваги та відпочинок — 11,4 %.